# 朱瑞
朱 瑞（しゅ ずい）は、清末民初の軍人・革命家・政治家。清末は光復会の一員として活動。民国期における浙軍（浙江軍）の創始者、指導者の1人である。字は介人。

## 事跡

### 辛亥革命までの事跡
1905年（光緒31年）、南洋（江南）陸師学堂を卒業。浙江省督練公所、参謀処に赴任した後、歩兵隊第2標執事官に就任した。
朱瑞は革命派の思想に共鳴し、1906年（光緒32年）に光復会に加入し、その一方で、中国同盟会の活動にも参加した。朱は秋瑾の活動にも参加したが、1907年（光緒33年）に秋瑾が処刑される。朱も疑われたが、浙江省有力者の伝手により、危うく追及の手を逃れた。
1909年（宣統元年）、朱は安徽省に転任し、安徽督練公所参謀処提調兼測絵学堂監督に就任した。1910年（宣統2年）、朱は浙江省に戻って歩兵隊営管帯に就任する。その裏で浙江省における光復会の再建に奔走した。
1911年（宣統3年）11月4日、武昌起義に呼応して、革命派が浙江省でも革命を発動する。朱瑞もこれに参加し、杭州を占拠した。さらに、滬軍都督陳其美が南京攻撃の指令を出すと、浙軍支隊長として参加した朱は清軍を撃破する。12月3日、南京を占領した。朱瑞は浙軍第1鎮統制官に任命され、南京にそのまま駐留した。

### 浙江の統治者へ
1912年（民国元年）1月16日、黎元洪を領袖とする政党民社に、朱瑞は発起人の1人として参加した。この頃から、朱は袁世凱支持を明確に表明するようになる。4月、中華民国臨時政府が北京に遷都したため、同月、朱は浙江省に戻った。5月、民社が他の政治団体と合流して共和党を結成すると、朱もこれに加わった。
その頃、浙江省の軍人は、日本留学経験者の集団と、江南陸師・保定速成学校卒業生の集団との間で、対立が起きていた。朱瑞は後者の集団に擁立され、当時の浙江都督・蔣尊簋（日本留学経験者）を辞職に追い込んだ。7月23日、朱は袁世凱から正式に浙江都督に任命された。
1913年（民国2年）の二次革命（第二革命）では、朱瑞は中立を宣言し、革命派に協力しなかったが、積極的な討伐の姿勢も余り見せなかった。このため、袁世凱の猜疑を受けるようになってしまい、以後の朱は懸命に袁を支持するようになる。袁の皇帝即位には早くから積極的支持を打ち出し、1915年（民国4年）12月12日に袁が皇帝に即位すると、朱は一等侯に封じられた。

### 護国戦争での逡巡、失脚
ところが、護国戦争が勃発すると、朱瑞はまたしても態度表明を引き延ばす。ようやく1916年（民国5年）3月に、馮国璋ら5将軍と共に袁世凱に帝制取消しを促す秘密電報を打った。その後の更なる事態の進展の中でも、朱はいずれの旗幟も鮮明にし得ず、「中立」宣言に留めようとした。しかし、このような態度は、浙江省内各階層に燻っていた護国軍支持の世論を逆撫でしただけだった。ついに4月12日、呂公望ら護国軍支持派によるクーデターが発生し、朱は上海へ逃亡した。
その後、かねてから患っていた肺病が悪化し、天津へ移った後の同年8月3日、死去した。享年34。